# Гутьеррес де Санта Клара, Педро
Пе́дро Гутье́ррес де Са́нта Кла́ра (исп. Pedro Gutiérrez de Santa Clara; 1521, Мехико, Мексика — 1603, Мехико, Мексика) — мексиканский историк, конкистадор, описавший завоевание и гражданские войны Перу, а также оставил сведения по истории Инков.

## Биография

### Происхождение
Гутьеррес де Санта Клара являлся сыном Бернардино де Санта Клара и мексиканской индианки, знатного рода. Его отец был очень важным советником в Мехико, к которому обращались Эрнан Кортес, король и вице-короли, и он также был близким другом вице-короля Антонио де Мендоса, и являлся казначеем экспедиции Панфило де Нарваэса.

### Образование
Его образование было неполным, но он дополнил его своим природным талантом и лёгкостью в применении своего стиля, а также личным опытом и многочисленными путешествиями.

### Переезд в Перу
В 1533-1534 годах он, вероятно перебрался в Перу, поскольку заявляет о том, что присутствовал при событиях продвижения Гонсало Писарро из Куско в Лиму. Как солдат принял участие в отряде капитана Пабло де Менесеса, сторонника вице-короля, и, возможно, присутствовал при его аресте Оидорами, о чём пишет очень оживлённо. Потом он видел вступление Гонсало Писарро в Лиму и восстал против него. Со своим капитаном Менесесом отправился в Панаму и видел высадку губернатора Ла Гаска. Менесес был послан в Гуаякиль и присоединился к войску Ла Гаска. Когда Ла Гаска вышел из Хаухи в Куско, Менесес являлся начальником арьергарда. Хронист Гутьеррес де Санта Клара присутствовал при сражении у Хакихагуана. Как солдат он должен был пройти всё Перу, особенно по побережью, которое ему довольно хорошо известно.

### Возвращение в Мексику
Также он был секретарём Лоренсо де Альдана и должно быть возвращался с Президентом Ла Гаска в Панаму, как только закончилась гражданская война и вскорости он перебрался в Мехико. Там он принял участие в войне против Чичимеков и написал о них главу в книге, озаглавленной «Coloquios» (ныне утрачена).

### Смерть
Должно быть, он умер в Мехико после 1603 года, и до последних лет сохранял решительную отвагу конкистадоров.

## Произведения
В Мехико он пересмотрел свои записи, собранные в Перу, и приступил к составлению пяти книг, названных «Quinquenios» («Пятилетие»), ставшие для него делом всей его жизни; в них заметны разительные правки дат. Похоже начаты они были в 1540 году. В 1562 году он всё ещё продолжал свою работу и делал то же самое в 1590 году. К 1603 году он закончил, так сказать, последнюю правку.
- История Гражданских Войн в Перу (1544—1548). Том 1
- История Гражданских Войн в Перу (1544—1548). Том 3. Архивировано 8 января 2013 года.

В книге он использовал множество бумаг, прошедших через его руки, как секретаря Лоренсо де Альдана, и с которых он должен был делать копии. Он также написал историю Инков, собирая сведения об их религии и обычаях, а также об их деятельности. Особенно его интересовали легенды, верования и суеверия индейцев, одежда и предметы роскоши, гражданские и религиозные праздники, украшения, игры, пиры, человеческие жертвоприношения и метод сражения жертвы булавой. У него встречаются примечательные и занимательные сведения по поводу многих сторон инкской истории. За всё это он считается наиболее выдающимся Хронистом восстания Гонсало Писарро. Но лишь в начале XX века историк Мануэль Серрано-и-Санс обнаружил его рукописи в Окружной Церковной Библиотеке в Толедо, а в 1904 году кардинал Лоренсана начал издавать все пять томов озаглавив их «Historia de las Guerras Civiles del Perú 1544—1548 y de otros sucesos de Indias», выпустив последний в 1929 году.
Хронист подробно описывает события, оживляя свой рассказ, изображая характеры и личности, полные жизни. Речь его изысканная, лёгкая и выразительная.
По своей ценности, как свидетель эпохи, Гутьеррес стоит в одном ряду с Педро де Сьеса де Леон, но превосходя его в стиле, ведь он собрал воедино народный характер, дух и речь конкисты.

## Сведения об инкских кипу и юпане
В своей «Истории Гражданских Войн в Перу (1544—1548)» Гутьеррес де Санта Клара приводит детальный обзор счетного кипу связанного с использованием юпаны, а также отдельного кодированного «нарративного» кипу, и для каждого приводит различные счётные ряды:

Они считали в числах от единицы до десяти, и десять до ста, и сто до тысячи, и десять сотень до десяти тысяч, и десять тысяч до десяти сотень тысяч, так что с помощью этого счета они могли совершать |счет| до четырёх или пяти миллионов. Ведут они счет с помощью маленьких камней и с помощью особых узлов, сделанных у них на нескольких шерстяных и хлопковых нитях, каковые из многих и различных цветов, что они называют куйпос |должно быть: кипос|, и с помощью этого счета они держат в памяти то, что было сделано в прошлые времена, как если бы они были древнейшими книгами, и потому они рассказывают/считают то/ о том, что произошло 500 лет назад, и даже больше. Этот род куйпос — это несколько узлов, сделанных на нескольких скрученных веревках, и длиной в 1 вару |исп. ед. изм. расстояний = 835,9 мм|, и с их помощью они считают дни, месяцы и годы, и с их помощью они делали единицы, сотни, тысячи, десятки тысяч, сотни тысяч и |делали/производили| счеты/расчеты. Точно также они считали по этим узлам |вариант: рассказывали с помощью этих узлов о| события древних времен, и сколько королей Ингов было, и об их именах, и сколько каждый правил, и в каком возрасте он был, когда умер, и был ли он хорошим или плохим, и был ли храбрым или трусом; наконец, то, что можно было извлечь из наших книг, извлекалось из узлов эти куйпос. У них было больше изобилие этих счетов/отчетов или узлов в нескольких помещениях, наподобие нотариальных актов, как они есть у королевских нотариусов в их архивах, таким образом, что тот, кто хочет узнать что-нибудь только и делает, что идет к тем, кто этой службой занимался и спрашивал их: сколько времени прошло с тех пор, как это случилось? и, что было из случившегося в давние времена между Ингами? Затем он показывал много куйпос или веревки, и извлекал из них то |кипу|, которое было необходимо, чтобы с его помощью и по узлам дать отчет и сообщить обо всем том, о чём его спрашивали; и потому были школы для детей, где они учились этим вещам и многим другим.— Colección de libros y documentos referentes à la historia de América. Tomo IV. Pedro Gutiérrez de Santa Clara. Historia de las guerras civiles del Perú (1544-1548) y de otros sucesos de las Indias. Tomo tercero. - Madrid: Libreria general de Victoriano Suárez, 1905. - p. 548-549 (592 p.)
.